# Романис, Никола де
Никола де Романис (итал. Niccolò de Romanis), (?, Рим, Папская область — 1218, Рим, Папская область) — итальянский кардинал. Декан Коллегии кардиналов c 1211 по 1218.

## Биография
Консистория 1205 года провозгласила его кардиналом-епископом Фраскати.  C сентября 1213 года по июнь 1214 был папским легатом в Англии, затем в Пруссии. Участвовал в выборах папы 1216 года (Гонорий III). Был другом святого Доминика.